# Acromitoides
Acromitoides is een geslacht van neteldieren uit de familie van de Catostylidae.

## Soorten
- Acromitoides purpurus (Mayer, 1910)
- Acromitoides stiphropterus (Schultze, 1897)